# Tác
Tác est un village et une commune du comitat de Fejér en Hongrie.

## Histoire
Son nom antique est Gorsium.

Vues arériennes du site de Gorsium
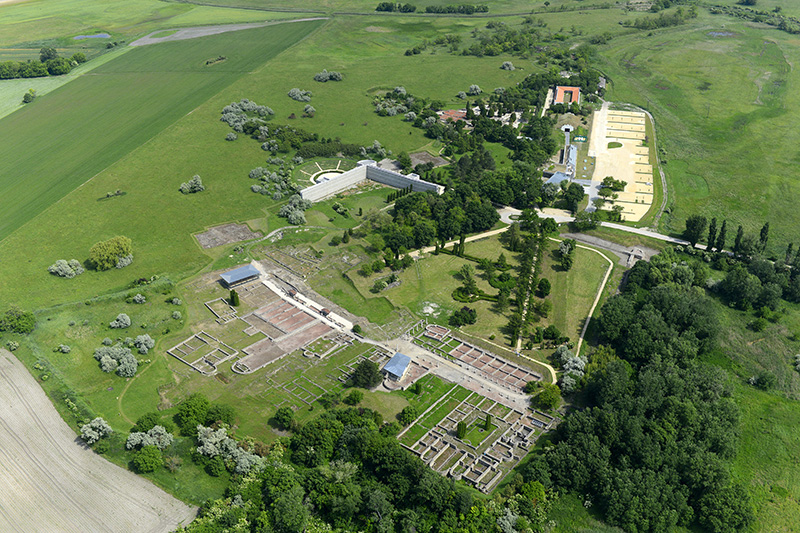
En 2016
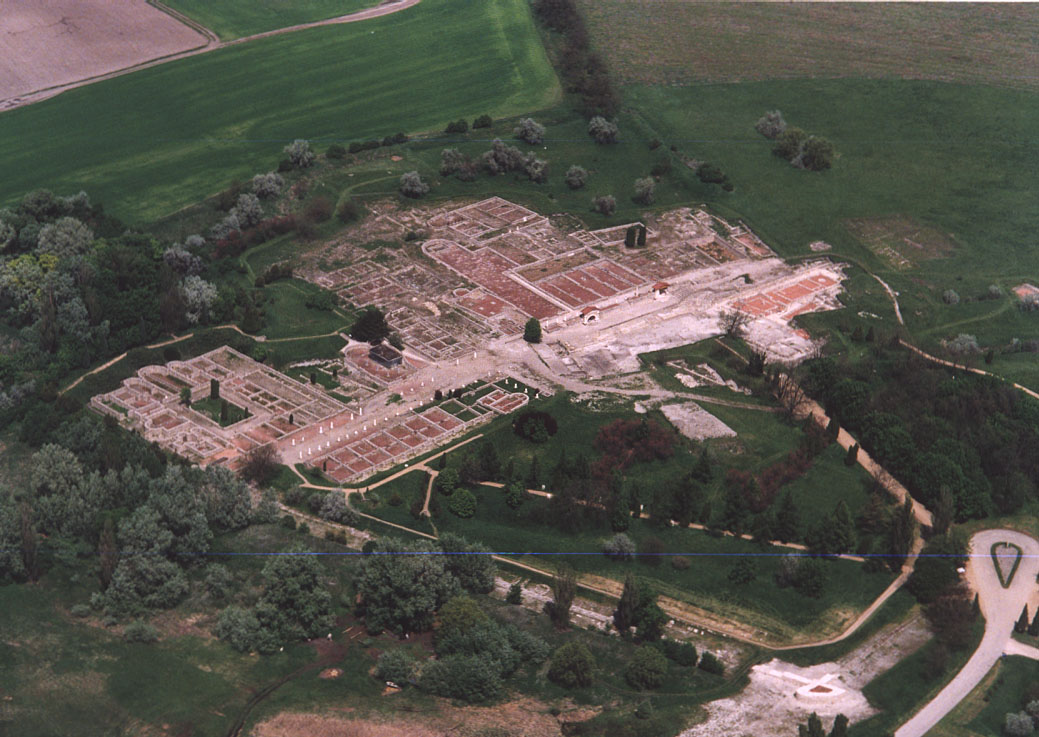